# Città di Castello
Città di Castello är en kommun och stad i provinsen Perugia i Umbrien i centrala Italien. Kommunen hade 39 439 invånare (2018).
Romarna benämnde staden Tifernum Tiberinum.